# Эль-Файлали, Али
Али Эль-Файлали Гальего (араб. يالفيلالي علي‎, исп. Alí El Failali Gallego; род. 12 июня 2008) — марокканский футболист, нападающий клуба «Малага».

## Клубная карьера
Эль-Файлали — воспитанник клубов «Тиро Пичон» и «Малага». В 2024 году игрок дебютировал за дублирующий состав последних. 

## Международная карьера
В 2025 году в составе юношеской сборной Марокко Эль-Файлали стал победителем домашнего юношеского Кубка Африки. На турнире он был запасным и на поле не вышел.

## Достижения
Международные
 Марокко (до 17)
- Победитель Кубка африканских наций (до 17 лет): 2025